# Diocesi di Middelburg

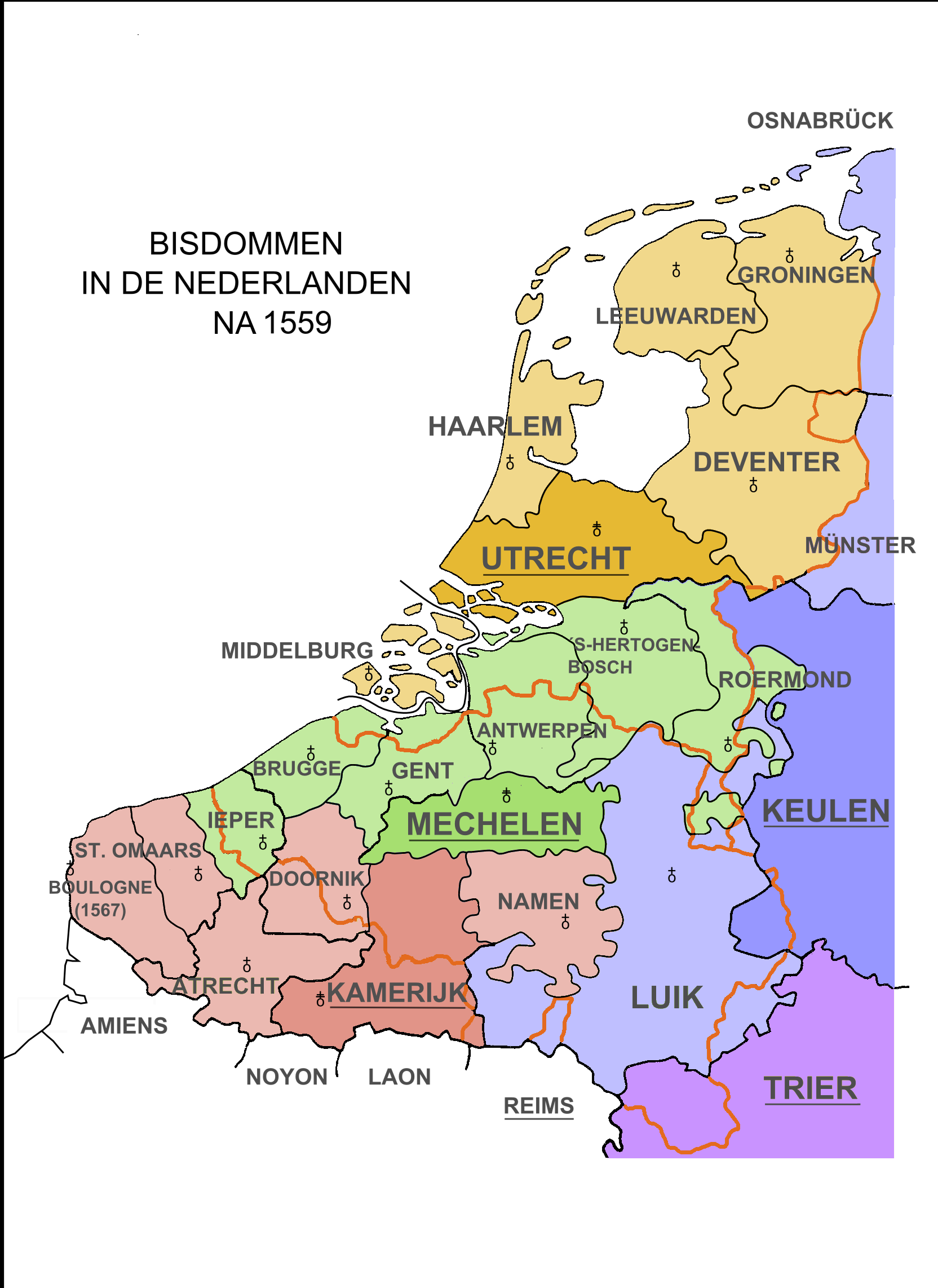
Mappa delle diocesi belghe e olandesi nel 1559; la diocesi di Middelburg ricopre la parte occidentale dell'odierna diocesi di Breda.

La diocesi di Middelburg (in latino: Dioecesis Middelburgensis) è una diocesi soppressa e sede vescovile titolare della Chiesa cattolica.

## Territorio
La diocesi comprendeva parte dell'odierna provincia olandese della Zelanda.
Sede vescovile era la città di Middelburg, dove si trovava la cattedrale di San Pietro (Sint Pieterskerk o Noordmonsterkerk), demolita nel 1834.

## Storia
Già nel corso della prima metà del XVI secolo, dopo che le Diciassette Province, di cui gli odierni Paesi Bassi facevano parte, furono sottomesse al dominio dell'imperatore Carlo V, fu progettata una riorganizzazione ecclesiastica dei Paesi Bassi; ma i progetti del 1525 e del 1551-52 non andarono in porto.
Solo con l'avvento del re Filippo II (1556), si poté avviare la ridefinizione della geografia ecclesiastica dei possedimenti spagnoli. Una commissione apposita redasse un lungo rapporto, corredato da cartine geografiche, sull'opportunità di avviare un programma di fondazione di nuove diocesi che, nell'ambito della controriforma, favorisse un'intensificazione della vigilanza pastorale, nell'ottica di porre un freno alla corruzione e alla decadenza morale nel clero, ed insieme potesse limitare il progredire delle idee teologiche dei riformatori tedeschi e svizzeri.
Il 12 maggio 1559, con la bolla Super universas, papa Paolo IV eresse quattordici nuove diocesi, tra cui quella di Middelburg, che, assieme alle quattro preesistenti, formavano tre nuove province ecclesiastiche, ossia Cambrai, Malines e Utrecht. La nuova diocesi di Middelburg divenne suffraganea di quest'ultima arcidiocesi, da cui era stata ricavata. La bolla prevedeva che i vescovi fossero nominati dal re, nomina che doveva essere seguita dall'istituzione canonica fatta dalla Santa Sede.
La bolla Super universas tuttavia non definiva i confini delle diocesi, non stabiliva il numero delle parrocchie e non prevedeva i mezzi di sussistenza delle mense episcopali. Una commissione incaricata di studiare questi aspetti lavorò due anni, e solo l'11 marzo 1561 fu pubblicata la bolla Ex iniuncto nobis di Pio IV che dette finalmente una fisionomia territoriale alla diocesi di Middelburg. Lo stesso anno, il 10 marzo, fu nominato il primo vescovo, Nicolaas van der Borcht, già canonico della cattedrale di Utrecht.
In seguito alla Guerra degli ottant'anni il culto cattolico fu proibito; quando il vescovo Karel-Filips De Rodoan fu trasferito alla diocesi di Bruges (26 maggio 1603) la diocesi fu soppressa. Dal XIX secolo, con il ristabilimento della gerarchia ecclesiastica cattolica nei Paesi Bassi, il suo territorio, ossia la Zelanda, fa parte della diocesi di Breda.
Dal 2018 Middelburg è annoverata tra le sedi vescovili titolari della Chiesa cattolica.

## Cronotassi dei vescovi
- Nicolaas van der Borcht † (10 marzo 1561 - 16 maggio 1573 deceduto)
- Jan van Strijen † (4 giugno 1576 - 8 luglio 1594 deceduto)
- Karel-Filips De Rodoan † (10 gennaio 1600 - 26 maggio 1603 nominato vescovo di Bruges)